# Ýylanly
Ýylanly hay Yilanli là một thị trấn và trung tâm hành chính của huyện Gurbansoltan Eje thuộc tỉnh Daşoguz của Turkmenistan. Tính đến năm 2009, dân số ước tính là 26.901 người.
Trong một thời gian, thị trấn mang tên Gurbansoltan Eje, mẹ của cựu tổng thống Saparmurat Niyazov.